# Casele Closius-Hiemesch-Giesel din Brașov
Casele Closius-Hiemesch-Giesel din Brașov sunt un monument istoric aflat pe teritoriul municipiului Brașov. În Repertoriul Arheologic Național, monumentul apare cu codul 40205.232.

## Membri ai familiei Closius
- Stephan Closius⁠(hu)[traduceți] (1717-1781), medic, consilier orășenesc
- Martin Closius, primar al Brașovului (1748-1749)
- Martin Traugott Closius⁠(hu)[traduceți] (1744-1789), pastor luteran

## Galerie

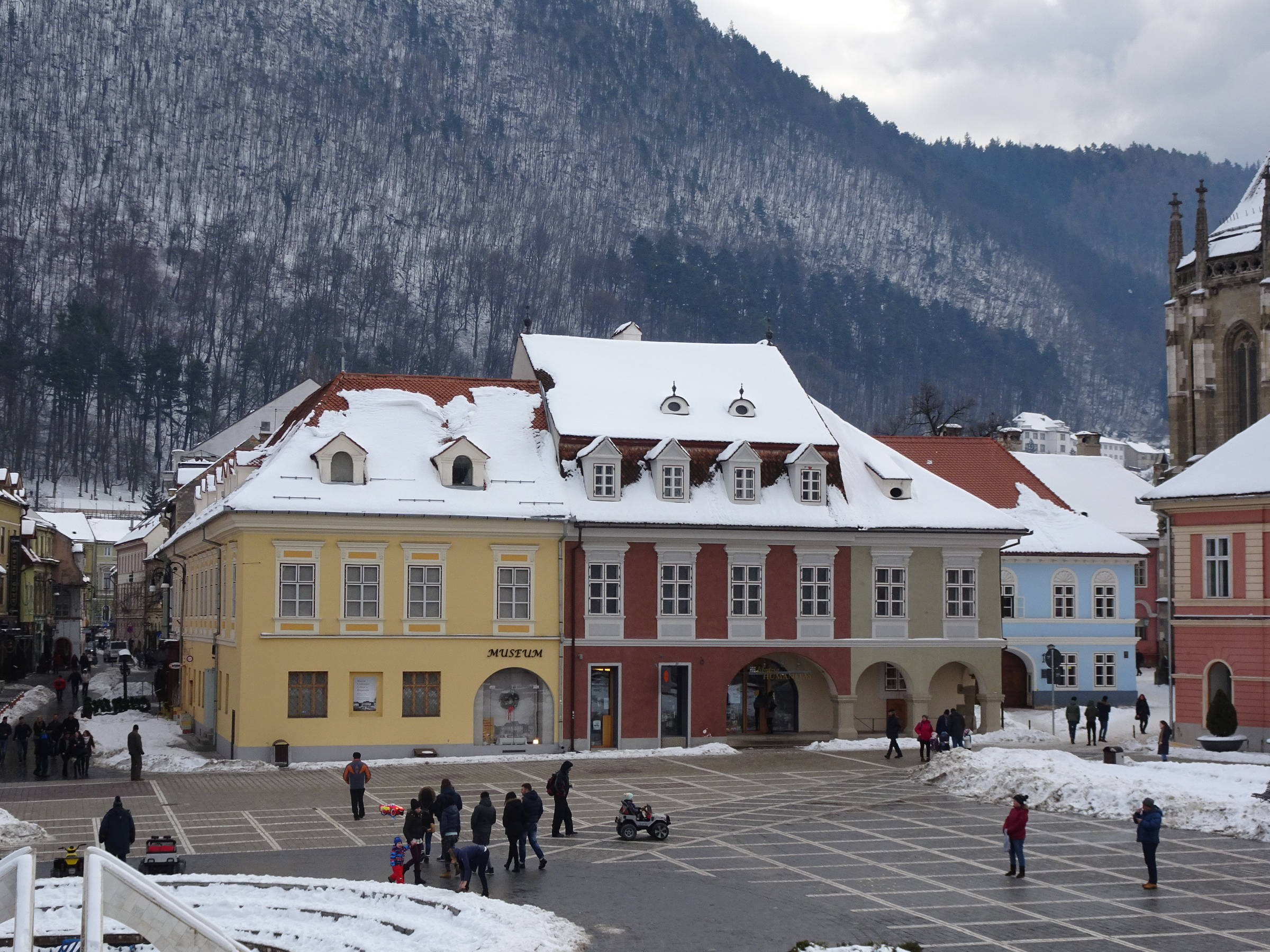
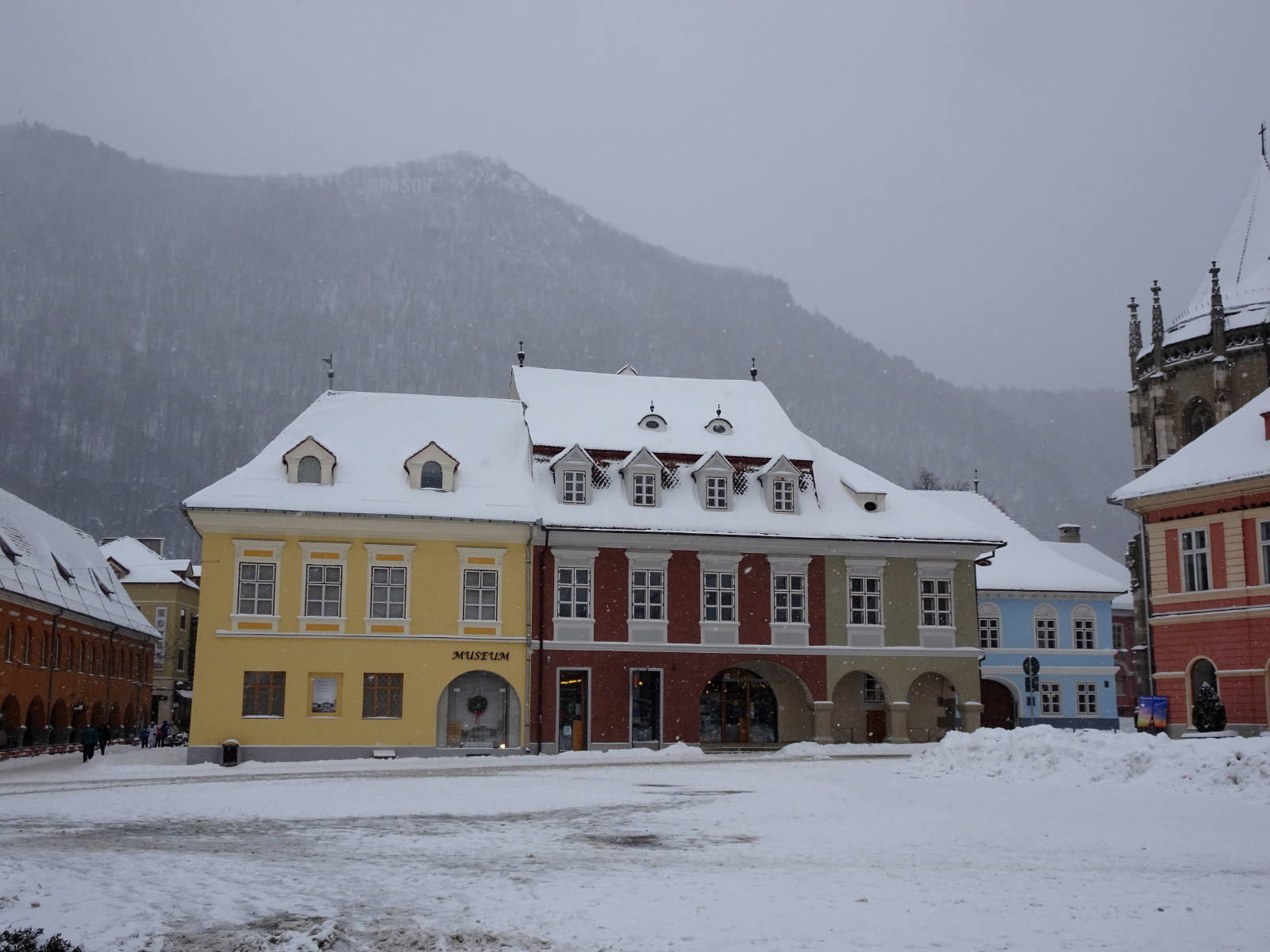
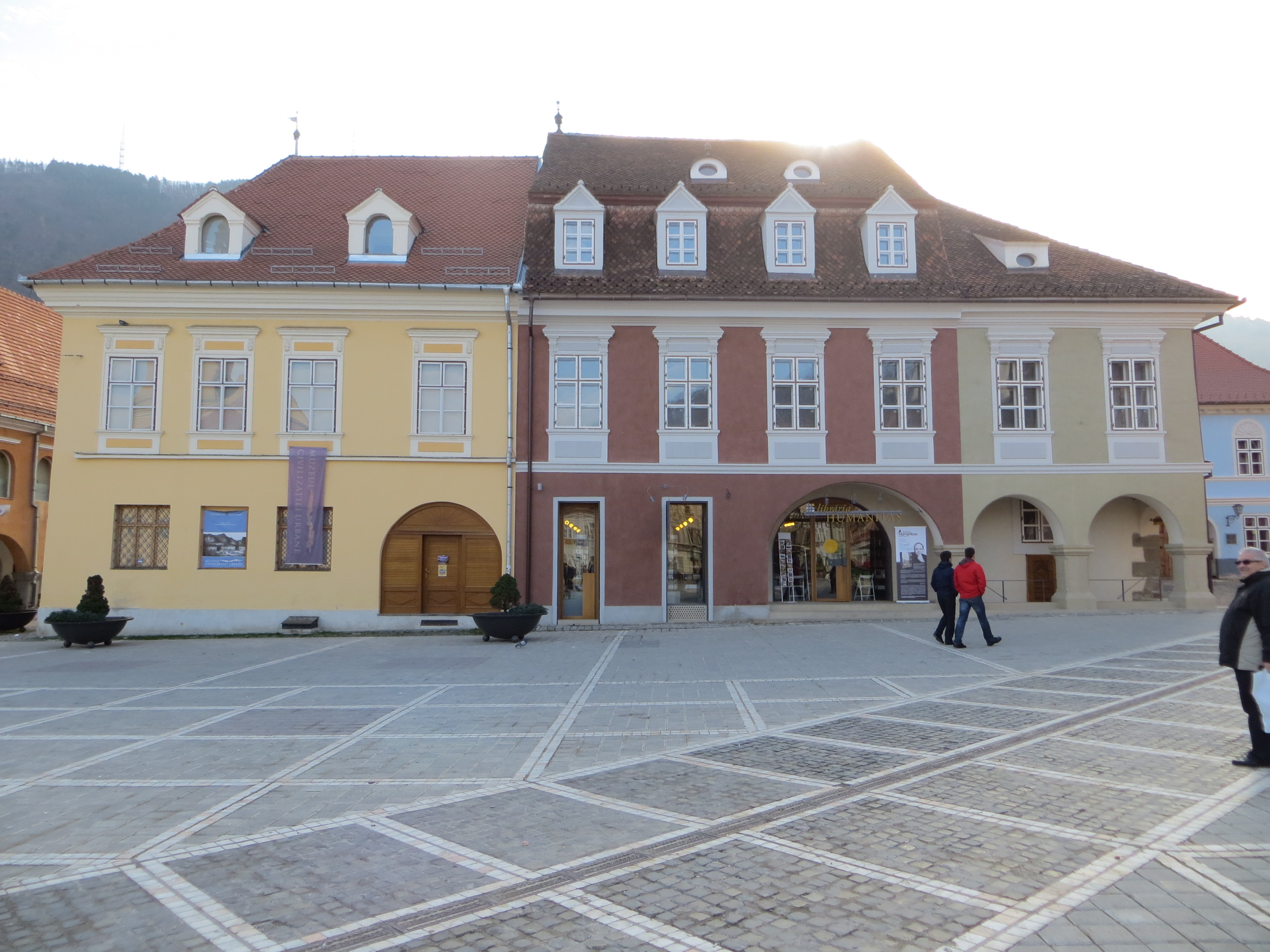
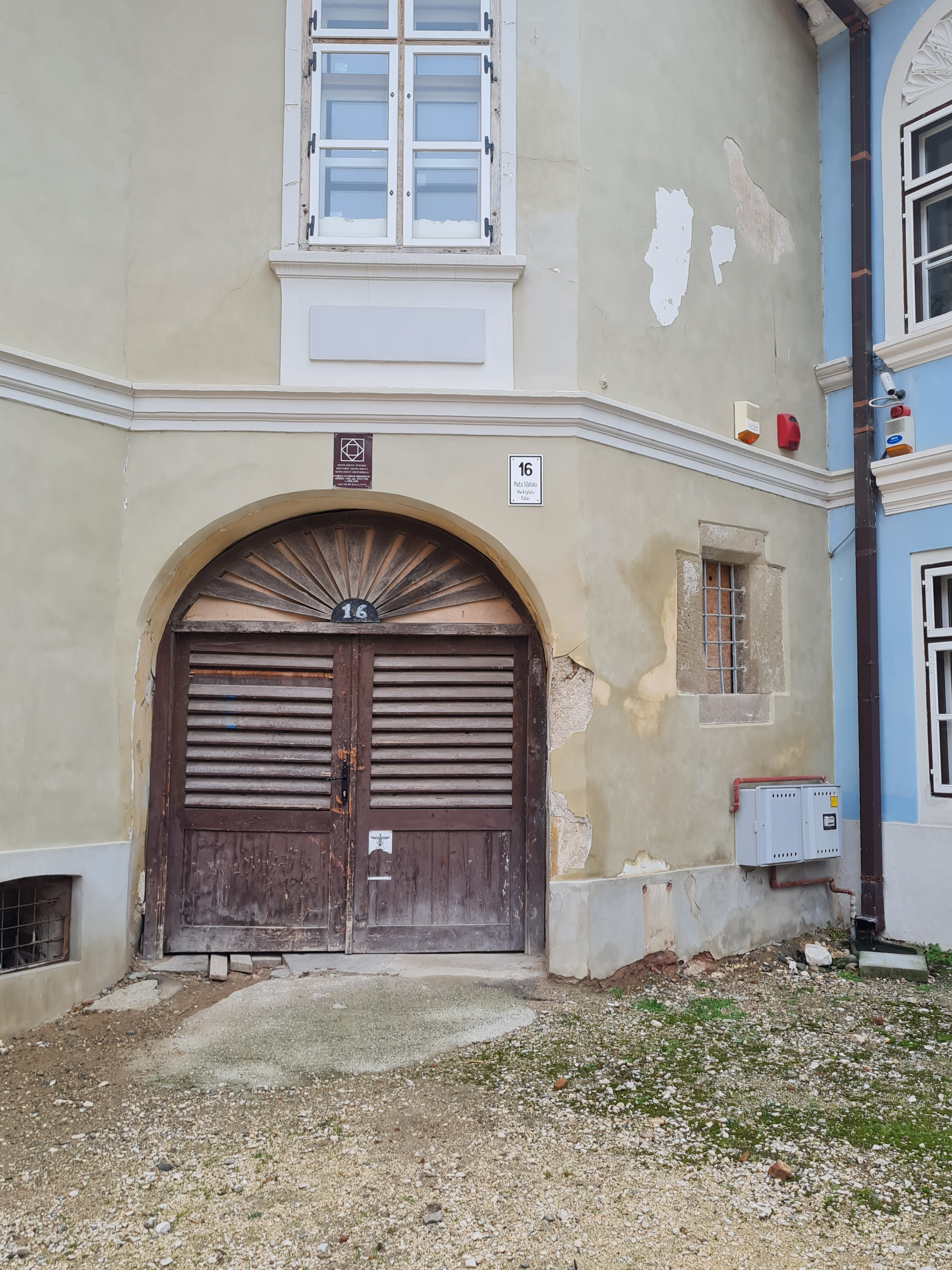